# Wolfgang Stark
Wolfgang Stark (Landshut, 20 de novembro de 1969) é um árbitro de futebol de Bundesliga e da Fifa.
Ele já apitou jogos da Liga dos Campeões e qualificações para o Campeonato Europeu de Futebol ea Copa do Mundo . Em 2007, ele apitou cinco jogos na Copa do Mundo de 2007 de Sub-20 , incluindo o semi-final controverso entre Chile e Argentina .
Ele foi questionado por sua atuação supervisionando o jogo Chile-Argentina na Copa do Mundo Sub-20 da FIFA 2007, depois de ter "perdido o controle da partida cedo" e para a emissão de sete cartões amarelos (de nove) e dois cartões vermelhos contra a equipe chilena durante a partida.  No total, ele emitiu 53 faltas, 30 das quais ele imputadas ao Chile.
Após a partida Stark e seus colegas foram cercados por jogadores chilenos lívidas que foram contidos por membros da Polícia de Toronto . Stark então teve que ser escoltado para fora do campo e no vestiário túnel por policiais por medo de que ele seria atacado pela multidão e / ou jogadores chilenos no Estádio Nacional de Futebol, os jogadores chilenos, ainda irritados depois de perder a partida, lutou com e foram pimenta-pulverizado por policiais fora do estádio. Os jogadores foram detidos temporariamente dentro do estádio pela polícia por várias horas e foram liberados sem ser preso. [ 4 ]
Stark foi criticado por seu desempenho no jogo da Liga dos Campeões entre Chelsea e Internazionale em 2010 pelo jornal Daily Telegraph . Um relatório alegou que ele tinha perdido dois pênaltis claros para o Chelsea. 
Desempenho do Stark também tem sido questionada em alguns jornais de Madrid depois de derrota do Real Madrid para o Barcelona pelo placar de 0-2 na UEFA Champions League 2010-11. O Diario Marca também teve problema com uma penalidade marcada por Stark em favor do FC Barcelona em sua derrota por 3-2 contra o AC Milan na próxima temporada da Liga dos Campeões pela fase de grupos, dizendo que "Aquilani pegou Xavi dentro da area, mas o contato não foi suficiente para derrubar o cérebro do Barça." A imprensa italiana foi menos conclusivo, com a Gazetta dello Sport chamando a decisão de "generosa". 